# Chester Bennington
Chester Charles Bennington (Phoenix (Arizona), 20 maart 1976 – Palos Verdes Estates, 20 juli 2017) was een Amerikaanse muzikant, singer-songwriter, producer en multi-instrumentalist. Hij was de leadzanger en medesongwriter van de rockband Linkin Park en bracht in oktober 2009 met zijn zijproject Dead by Sunrise zijn debuutalbum uit. Bennington was voor 1999 zanger van de grungegroep Grey Daze.
Bennington raakte met Linkin Park bekend door het debuutalbum Hybrid Theory, een commercieel succes, en bracht daarna verschillende albums en singles uit. Hij heeft samengewerkt met artiesten als Jay-Z, Jonathan Davis, Young Buck, Julien-K, Busta Rhymes, Slash en Aaron Lewis.
In 2013 nam Bennington de plaats in van de ontslagen frontman Scott Weiland bij de Stone Temple Pilots. Met Bennington als leadzanger kwam in mei 2013 de single Out of Time uit en later dat jaar de EP High Rise. Eind 2015 verliet Bennington in een goede verstandhouding de band, vanwege verplichtingen met Linkin Park.

## Biografie

### Jonge jaren (1976-1992)
Bennington werd geboren in Phoenix, Arizona en kwam uit een gezin met twee halfzussen en een halfbroer Brian. Op een jonge leeftijd kreeg hij interesse in muziek, met Depeche Mode en Stone Temple Pilots als vroege inspiraties. Bennington droomde om rockzanger te worden en oefende dan ook elke dag tot zijn strot pijn deed. Zijn jeugd was verre van perfect; hij groeide op in de arme wijken van Phoenix en op 11-jarige leeftijd kreeg hij te horen van zijn stiefouders dat het niet zijn echte ouders waren. In deze periode raakte hij verslaafd aan cocaïne en methamfetamine, op zijn achttiende raakte hij hier voorlopig van af. In latere interviews bekende Bennington dat hij als twintiger weer terugviel in zijn oude verslavingen maar deze weer overwon. Ook werd Bennington door een vriend van zijn vader vijf jaar lang seksueel mishandeld. Veel van zijn vrienden verloor hij door zelfmoord en zelf was de zanger ook een periode suïcidaal. Hij werkte, voor zijn muzikale doorbraak, doorgaans in de Burger King en zat op de Greenway High School en studeerde af op de Washington High School.
Op zijn vijftiende speelde Bennington in een vriendenband genaamd Sean Dowdell and Friends, waar hij leadzanger was. De enige bekende opname van de band die bestaat is een democassettebandje met drie nummers: Painted Pictures, Kill the Flies en God's Afraid.

### Muzikale doorbraak (1993-1999)

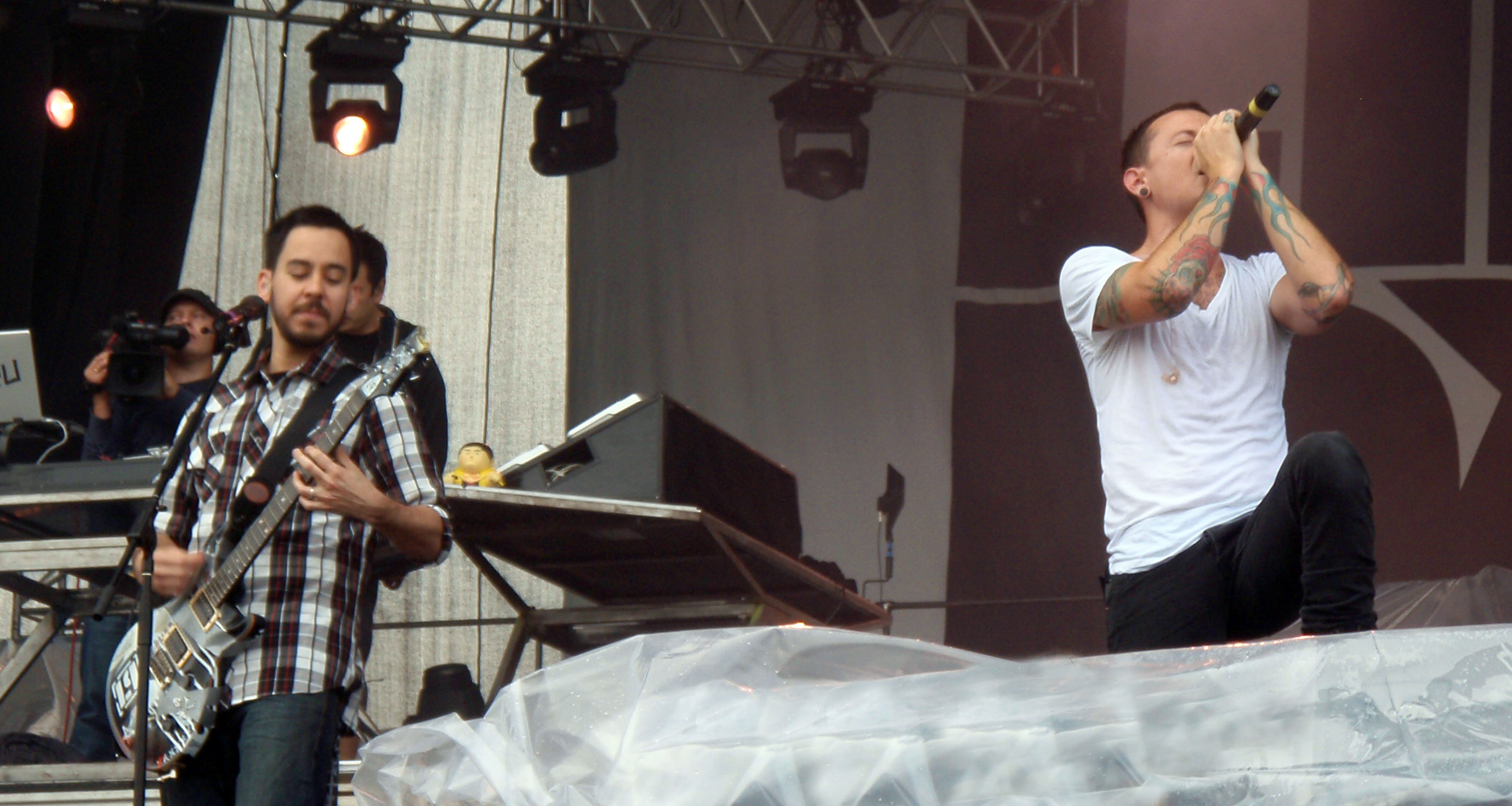
Bennington (rechts) met Mike Shinoda, die hem een contract aanbood

Bennington was vanaf 1993 de leadzanger in de lokale grungegroep Grey Daze. De band bouwde een behoorlijke fanbase op in de regio rond Phoenix en heeft twee albums opgenomen: No Sun Today uit 1994 en Wake Me uit 1997, die op het internet te vinden zijn. Bennington verliet de band in 1998 met meningsverschillen als oorzaak en meldde in een interview dat de andere leden krediet namen op de songteksten die Bennington zelf had geschreven. Een moeilijke tijd volgde bij het zoeken naar een nieuwe band.
Hij stond net op het punt zijn muzikale carrière te beëindigen toen Jeff Blue, de toenmalige A&R van Zomba en een gemeenschappelijke vriend van Bennington, Mike Shinoda, hem een auditie aanbood bij de band Xero. Shinoda stuurde Bennington een cassettebandje op en Bennington begon eraan te werken en miste zelfs hierdoor zijn verjaardagsfeestje. Drie dagen later belde hij Shinoda op en speelde het nummer af door de telefoon. Hij werd meteen aangenomen, nam direct ontslag en verhuisde met zijn familie naar Californië.
Op 12 mei 1996 kreeg Bennington zijn eerste zoon.
Bennington trouwde in oktober 1996 op Halloween met Samantha Olit. Het stel ontmoette elkaar in de Burger King-vestiging waar Bennington werkte. Omdat beiden geen geld hadden om een ring te betalen, tatoeëerden zij een ring op hun ringvinger.
Benningtons nieuwe band Xero veranderde na zijn aankomst haar naam in Linkin Park en nam de ep Hybrid Theory met zijn zang op Carousel, And One en Part of Me. Met dit minialbum dat zes nummers bevat ging de band op zoek naar een label maar nog steeds met weinig succes. Na opnieuw jaren zoeken zonder geluk tekenden ze uiteindelijk, opnieuw met de hulp van Blue, in 2000 een contract bij Warner Bros.

### Linkin Park: Hybrid Theory (2000-2003)
Op 24 oktober 2000 bracht Linkin Park het debuutalbum Hybrid Theory uit, waarbij Bennington en Shinoda de teksten schreven op basis van eerder werk. Shinoda beschreef de songteksten als universele gevoelens, emoties en ervaringen en als de alledaagse emoties waar je over praat en waar je aan denkt. De thema's van Hybrid Theory zijn ook gebaseerd op de ervaringen van leadzanger Chester Bennington tijdens zijn adolescentie, zoals drugsmisbruik en de aanvaringen met zijn ouders. Benningtons verwerkte ervaringen zijn goed te horen in het Grammy Award for Best Hard Rock Performance-winnende nummer Crawling, dat zich richt op zijn ervaringen met kindermishandeling: het fysieke geweld, het vast zitten in een vicieuze cirkel en het verlies van zelfvertrouwen. Het album was een groot succes, het was met 4.8 miljoen verkochte exemplaren het snelst verkochte album in de Verenigde Staten en is daar inmiddels ruim 10 miljoen keer verkocht; de diamanten status waardig. Het verkreeg in Nederland de platina status en de grootste single In the End bereikte de vijfde plek. Dit nummer was oorspronkelijk een gedicht, geschreven door Bennington.
Op 19 april 2002 kreeg Bennington samen met zijn vrouw zijn tweede kind, genaamd Draven Sebastian Bennington.

### Meteoraen Grey Daze-reünie (2003-2004)

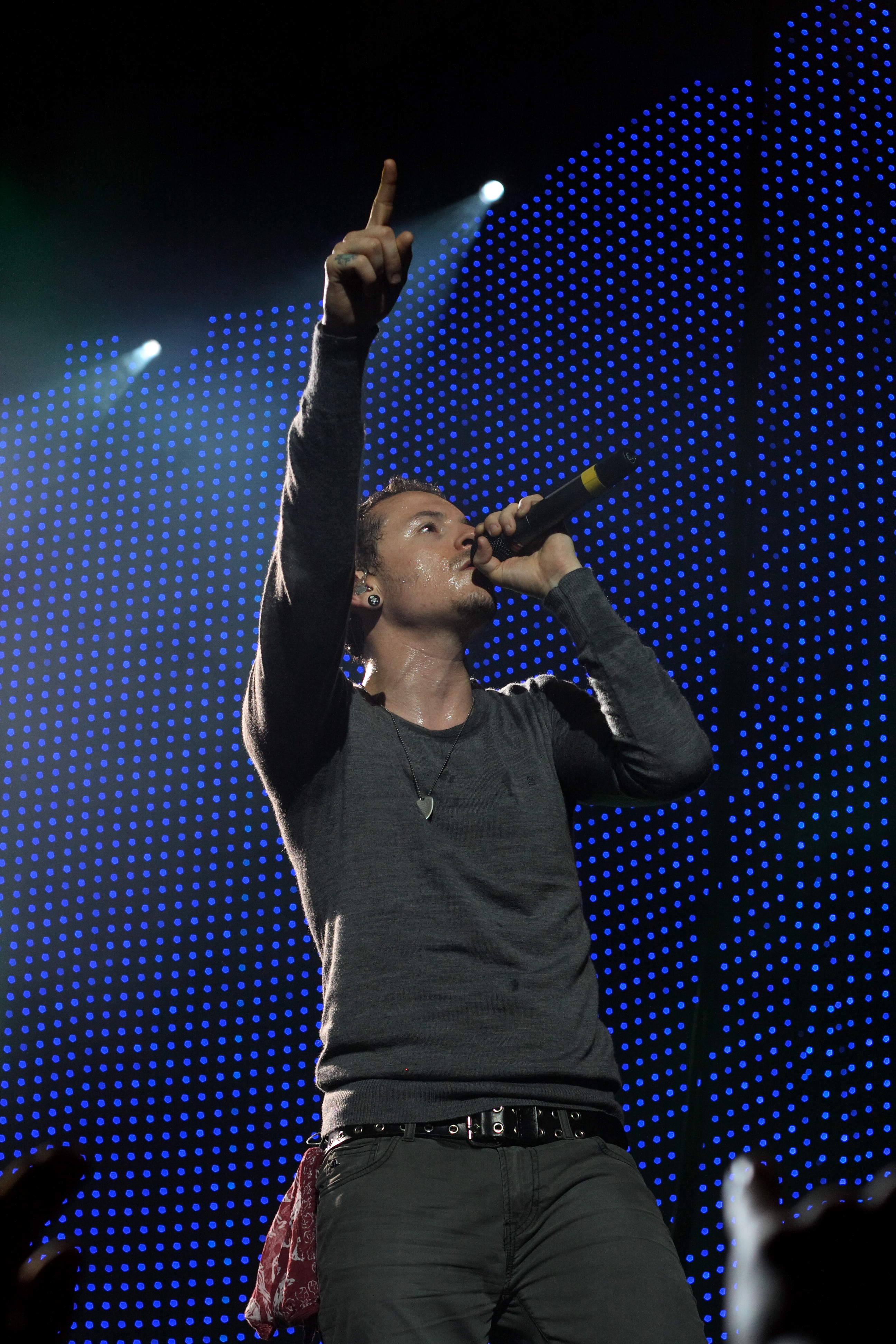
Chester Bennington in de Globe Arena te Stockholm, Zweden

Opvolger Meteora deed het eveneens goed. Het was een voortzetting van het nu metalgeluid en bevatte relatief gezien meer melodisch gezang van Bennington. Rond het nummer Breaking the Habit ontstond het misverstand dat het geschreven zou zijn over de zanger, terwijl Shinoda sinds 1997 aan dit nummer werkte. De reden van deze misvatting is voor een groot deel het verleden van Bennington. Het duurde wel een poos voordat het nummer live uitgevoerd kon worden, vanwege het thema dat niet makkelijk voor Bennington was. Echter, tijdens het Smokeout Festival in Californië, Verenigde Staten op 15 november 2003, werd het nummer als verrassing voor het eerst gespeeld. Dit is lang, aangezien de eerste nummers van Meteora al in februari werden gespeeld. Bennington zei voor het spelen van het nummer dat ze het nummer nooit live zouden spelen. Het album werd wereldwijd meervoudig platina en de band laste een pauze in die twee jaar zou duren.
Bennington zou eenmalig terugkeren bij Grey Daze in het kader van een benefietconcert om geld op te halen voor het voormalige lid Bobby Benish, die een hersentumor had. Deze reünie zou plaatsvinden in het Dodge Theatre in Arizona met een aantal andere bands, waaronder de Phunk Junkeez, Pokerface en Gift. Bennington kon echter niet aanwezig zijn vanwege het drukke opnameschema van Linkin Park.

### Dieptepunt (2005-2007)
In 2005 scheidde Bennington van Samantha, waarna een juridische strijd om het voogdijschap van Draven zou starten. De scheiding zorgde voor een dieptepunt in Benningtons leven. Het was een periode waarin hij, door de scheiding en diens randzaken, terugviel in zijn drugs- en alcoholverslaving. Hij verloor veel van zijn bezittingen en woonde op een gegeven moment in een klein appartementje zonder bankstel. Bennington ging meerdere malen in therapie maar viel steeds terug. Door een interventie van vrienden, besloot hij zijn schouders onder de therapie te zetten.
Op 31 december 2005 trouwde Bennington met Talinda Bentley, een lerares en voormalig Playboy-model die hem steunde na de echtscheiding, en kregen op 30 maart 2006 samen een zoontje. Bennington was goed bevriend met Chris Cornell, die de peetoom van zijn kinderen was.
In 2006 werd de zanger gestalkt door Devon Townsend. Zij wist via het kraken van de internetsite van een telefoonbedrijf de hand te leggen aan de telefoonrekening van zanger Chester Bennington. Ook heeft ze op die manier toegang gekregen tot de foto's die er op de telefoon stonden. Daarbij zou Devon ook hebben ingebroken in de e-mail van Chesters vrouw Talinda en haar hebben bedreigd.

### Minutes to Midnight(2007-2008)
In 2006 keerde Linkin Park terug naar de studio's voor nieuw materiaal. Dit leidde tot het door Rick Rubin geproduceerde album Minutes to Midnight, dat na veel uitstel in mei 2007 werd uitgebracht. Het album kenmerkte het verlaten van het nu-metalgenre en de toenemende hoeveelheid experimenten, waarbij onder andere mumba's en banjo's tijdens het opnameproces zijn gebruikt. Het veertien maanden werken aan het album concludeerde tevens in andere lyrische thema's, waarbij ook politieke motieven gebruikt werden. Op dit album was MC Shinoda meer op de achtergrond te horen en was Bennington meer te horen, vooral omdat het album voor het eerst (Breaking the Habit niet meegerekend) nummers bevatte met alleen Bennington op de leadvocals. Hij verzon ook de albumtitel, nadat hij een documentaire over de Doemdagklok had gezien. Minutes to Midnight debuteerde in het thuisland met een eersteweeksverkoop van ruim 600.000 exemplaren, een van de betere debuten in jaren.

### Dead by Sunrise (2004-2009)
Bennington werkte vanaf 2005 samen met The Orgy-gitaristen Ryan Shuck en Amir Derakh aan enkele nummers, die al samen een nieuwe band Julien-K oprichtten. Shuck hoorde enkele nummers van Bennington en vond dat de nummers niet onuitgebracht moesten blijven. Terwijl Shuck en Derakh Bennington bijstaan in zijn solo-project Dead by Sunrise (oorspronkelijk Snow White Tan getiteld), produceerde Bennington Julien-K's debuutalbum Death to Analog, waar Shinoda een nummer en remix voor maakte. Shuck noemde het project "Bennington's Julien-K". Dead by Sunrise bevat invloeden van bands als The Cure, Depeche Mode en Bauhaus. Bennington beschreef het als een album met snelle beats en golven van gitaren. Op het album heeft Bennington zijn ervaringen van alcohol- en drugsverslaving en zijn scheiding met Samantha verwerkt, waarmee het album lyrisch duister van toon is. Hij heeft echter ook enkele nummers geschreven met zijn relatie met Talinda in gedachten, waardoor er ook liefdesnummers op staan. Generiek is het album te plaatsen onder de Hardrock en Alternatieve Rock genres. Onder andere Let Down, Morning After en Walking in Circles, die Bennington al eerder in akoestische versies heeft gespeeld, staan op het album. Morning After is eerder geremixt door Julien-K voor de soundtrack van de film Underworld: Evolution. Het album, Out of Ashes, werd in oktober 2009 uitgebracht, nadat het meerdere jaren werd uitgesteld. Leadsingle Crawl Back In werd in augustus uitgebracht.
Ook trad Bennington af en toe op met de Bucket of Weenies, een groep vrienden waarmee hij covers speelt.

### A Thousand Suns en Living Things (2009-2013)
Tijdens de tour in 2008 was de band bezig met het schrijven van een nieuw album en in december van dat jaar begon het opnemen. In een interview met Billboard zei Bennington dat het album waarschijnlijk een conceptalbum zou worden. In september 2010 kwam A Thousand Suns uit, een elektronisch rockalbum waarop hij vaker samenzingt met Shinoda in plaats van de gebruikelijke rap-zangcombinatie. The Messenger van het album schreef Bennington oorspronkelijk voor Out of Ashes maar werd tegengehouden omdat de band het nummer beter bij Linkin Park vond passen. De band had de intentie om vaker muziek uit te brengen en hield het schrijfproces tijdens het toeren op hoog niveau, waardoor de opvolger Living Things al in 2012 klaar stond. Op dit album incorporeert de band elementen uit de eerste twee albums die op de laatste twee albums juist ontweken werden.
In 2013 deden ze nog een kleine tour door Azië en traden op op 2 losse plekken in de Verenigde Staten. De rest van het jaar werkte de band aan het zesde studioalbum en de soundtrack voor de tweede film van Joe Hahn, Mall.

### The Hunting Party, Recharged en One More Light (2013-2017)
Sinds Living Things heeft de band nog 3 albums uitgebracht:
Het zwaardere Rock album The Hunting Party in 2014, het elektronische remix album Recharged, en elektronisch-pop album One More Light, het zevende studioalbum werd uitgebracht op 19 mei 2017.

### Rol in band
De rol van Bennington in de band was door de jaren heen uitgebreider geworden. Zijn invloeden zijn op de eerste twee albums op songtekst- en zangniveau te horen. Samen met Shinoda was hij de hoofdschrijver van de band en hij baseerde zijn teksten op zijn persoonlijke ervaringen. Ook schreef hij muziek. Zo kwam hij met het akoestische gitaarspel dat te horen is in het begin van Somewhere I Belong. Tijdens de concerten speelde hij nauwelijks instrumenten, behalve op It's Goin' Down' van The X-Ecutioners, waarop de band als gastartiest meedeed en het nummer live zo nu en dan coverde. Nadat Shadow of the Day en later Iridescent in de touringscycli vaste nummers in de setlijsten werden, nam hij de elektrische gitaar ter hande als slaggitarist tijdens de brug en de laatste coupletten. Daarnaast functioneerde hij live als extra percussionist op Blackout en When They Come for Me van A Thousand Suns en bespeelde hij de midi op Wretches and Kings van hetzelfde album.
De eerste twee albums kenmerkten zich zanggewijs door het vocale tussenspel van Shinoda's raps in de coupletten en de gezongen of geschreeuwde refreinen en brug van Bennington of vrijwel volledig gezongen nummers van Bennington met enkele rapregels van Shinoda in de brug of in het voorrefrein. Breaking the Habit van Meteora was hier de eerste uitzondering op omdat het nummer volledig door Bennington was gezongen. Zijn vocale bijdrage steeg op Minutes to Midnight, waarop acht van de elf nummers met vocals alleen door hem is ingezongen. Op A Thousand Suns veranderde dit weer omdat Shinoda hier meer op zong, waardoor er meer sprake was van Shinoda's gezongen coupletten en Benningtons gezongen brug en refreinen of andere zangcombinaties.
Bennington is door de Hit Paraders op 46ste positie geplaatst in de top honderd van de beste metalzangers aller tijden.

## Persoonlijk leven
Bennington was een fervent tatoeage- en piercingfan en werkte samen met Club Tattoo, een tatoeagezaak in Tempe (Arizona). Op zijn lichaam stonden getekend: de kenmerkende vlammen op zijn polsen in de kleuren blauw en rood, koi-vissen op zijn schouders, draken op zijn rug en de Hybrid Soldier op zijn linkeronderbeen. Ook had hij een draak op zijn rechteronderbeen, tatoeages op zijn vingers en Linkin Park in gotische tekst op zijn onderrug. Hij liet zijn eerste tatoeage zetten op zijn achttiende.
In 2007 startte de zanger ook een kledinglijn, getiteld Ve'cel. Hij heeft gastrollen gespeeld in de films Crank uit 2006, Crank: High Voltage uit 2009 en Saw 3D uit 2010.

### (Mentale) gezondheid en zelfmoord
Tegelijk met de successen begin jaren 2000, had Bennington te kampen met lichamelijke ongemakken. Hij liep een beet op van een vioolspin tijdens de Ozzfesttoer in 2001, waardoor de klieren in zijn nek en oksels opzwollen. Tijdens het opnemen van de zang voor het tweede album Meteora, werd hij ziek en zong hij zijn partijen pas tijdens het mixen alsnog in. In 2003 werd Bennington opnieuw ziek en moest hij onder het mes, waardoor een gedeelte van de Europese tour van Linkin Park moest worden afgelast. Oktober 2007 brak hij zijn pols, bij het springen van een trap, tijdens een concert in Melbourne, Australië. De band moest tevens een reeks concerten in Azië annuleren vanwege rugproblemen van de zanger. Vanwege een verwaarloosde verstuikte enkel van de zanger in 2015 moesten opnieuw concerten van Linkin Park worden uitgesteld. In een interview aan Los Angeles' KIIS FM, februari 2017, zei Bennington dat het hem mentaal niet altijd even goed ging. In juli 2017 verhing hij zich in zijn tweede huis in Palos Verdes Estates. Op die dag zou goede vriend Chris Cornell 53 jaar zijn geworden. Cornell overleed ruim 2 maanden eerder. Chester werd 41 jaar oud.

## Discografie

### Met Linkin Park
- 1999: Hybrid Theory (ep)
- 2000: Hybrid Theory (album)
- 2002: Reanimation
- 2003: Meteora
- 2004: Collision Course
- 2007: Minutes to Midnight
- 2009: New Divide (leadsingle van Transformers: Revenge of the Fallen)
- 2010: Not Alone (voor het benefietalbum Download to Donate voor de slachtoffers van de aardbeving in Haïti)
- 2010: A Thousand Suns
- 2012: Living Things
- 2014: The Hunting Party
- 2017: One More Light

#### Gastzanger of hoofdzanger
| Jaar      | Artiest                                                            | Nummer                                               | Album                                                           |
| --------- | ------------------------------------------------------------------ | ---------------------------------------------------- | --------------------------------------------------------------- |
| 2001      | Stone Temple Pilots met Chester Bennington                         | Wonderful                                            | The Family Values 2001 Tour                                     |
| 2002      | Chester Bennington                                                 | System                                               | Queen of the Damned                                             |
| 2002      | Cyclefly met Chester Bennington                                    | Karma Killer                                         | Crave                                                           |
| 2002      | DJ Lethal met Chester Bennington                                   | State of the Art                                     | N/A                                                             |
| 2004      | Handsome Boy Modeling School met Chester Bennington & Mike Shinoda | Rock 'N' Roll (Could Never Hip-Hop Like This) Part 2 | White People                                                    |
| 2005      | Z-Trip met Chester Bennington                                      | Walking Dead                                         | Shifting Gears                                                  |
| 2005      | Mötley Crüe met Chester Bennington                                 | Home Sweet Home (remake)                             | N/A                                                             |
| 2005      | Fort Minor met Chester Bennington & Jay-Z                          | Nobody's Listening [Green Lantern Remix]             | DJ Green Lantern Presents Fort Minor: We Major                  |
| 2006      | Chester Bennington                                                 | Morning After (Julien-K Remix)                       | Underworld: Evolution                                           |
| 2007      | Young Buck met Chester Bennington                                  | Slow Ya Roll                                         | Buck the World                                                  |
| 2008/2010 | Chris Cornell met Chester Bennington                               | Hunger Strike (Live 2008)                            | Songs from the Underground (2008) / A Decade Underground (2010) |
| 2010      | Carlos Santana met Chester Bennington & Ray Manzarek               | Riders on the Storm (The Doors cover)                | Guitar Heaven: The Greatest Guitar Classics of All Time         |
| Cancelled | KoRn met Chester Bennington                                        | Head Like a Hole (Nine Inch Nails cover)             | Korn Kovers                                                     |

### Met Dead by Sunrise
- 2009: Out of Ashes

#### Producer
- 2009: Death to Analog - Julien-K

## Filmografie
- Crank
- Crank: High Voltage
- Saw 3D